# تجمع أعمال

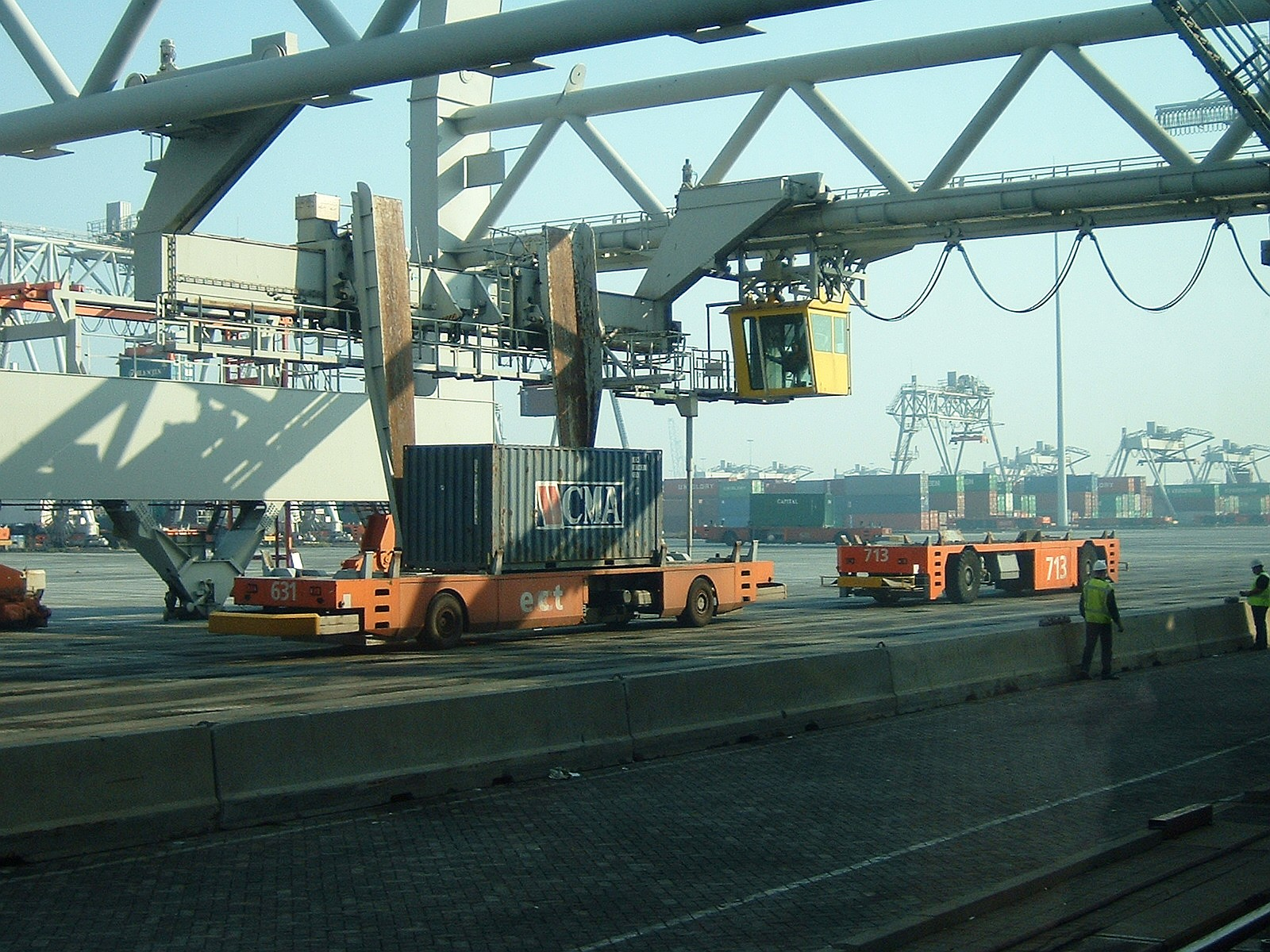
9-028 Rotterdam ETC

تجمع الأعمال (بالإنجليزية: Business cluster)‏ هي تجمع جغرافي للشركات المترابطة والموردين والمؤسسات المرتبطة بها في مجال معين. تعتبر المجموعات بمثابة زيادة في الإنتاجية التي يمكن للشركات التنافس بها على المستوى الوطني والعالمي. المحاسبة هي جزء من مجموعة الأعمال. في الدراسات الحضرية، يتم استخدام مصطلح التكتل. تعتبر المجموعات أيضًا جوانب مهمة للإدارة الإستراتيجية.